# ابرپیوند

یک لینک که اشاره‌گر موس با رفتن بر روی آن به شکل دست درآمده است.

اَبَرپیوند (به انگلیسی: Hyperlink) که به‌کوتاهی پیوند (به انگلیسی: Link) نیز گفته می‌شود، در علوم کامپیوتر، پیوندی است در یک سند به سندی دیگر. به متن همراه ابرپیوند، ابرمتن گفته می‌شود. متنی که از آن پیوند انجام شده است انکر تکست (متن لینک) نامیده می‌شود. 
هدف یک پیوندک یا خود سند مورد تقاضا یا جایی است که آن سند در آن وجود دارد. نحوه استفاده از یک ابرپیوند کلیک یا لمس آن است. امروزه شایع‌ترین شکل استفاده از ابرپیوند در صفحات وب است اما ابرپیوند غیر از وب در جای‌های دیگر نیز کاربرد دارد.

## پیوندک در وب

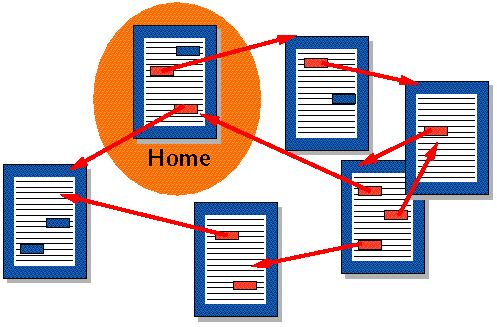
چندین سند که توسط اَبَر پیوند به هم متصل می شود.

پیوندک در صفحات وب معمولاً برای ارجاع دادن به اسناد، پرونده‌ها و پوشه‌های موجود در سایت‌ها استفاده می‌شود. کاربرد ابرپیوند بیشتر از این موارد است و در موارد خاص پیوند به سرورهای گفتگوی اینترنتی، گروه‌های خبری و غیره را نیز شامل می‌شود.
در صفحات وب (ابرمتن) برای تبدیل یک متن یا عنصر دیگر (همانند تصویر یا فایل فلش) تنها کافی‌ست آن را میان دو تگ <a></a> قرار داده شوند.
به طور مثال اگر قرار باشد ابرپیوندی به سایت http://example.com را روی متن مثال قرار دهیم بدین صورت عمل می‌کنیم:
```
 
<
a
 
href
=
"http://example.com/"
>
مثال
</
a
>

```